# Etničke grupe Wallisa i Futune
Etničke grupe Wallisa i Futune: 15,000(UN Country Population; 2008). Tri naroda.
- Francuzi 100 (39,625,000 126 zemalja)
- Futunci, Istočni 4,600 (9,300 u dvije zemlje)
- Uveanci (Walisiani), 9,600	(33,000	u četiri zemlje)

## Vanjske poveznice
- Wallis and Futuna Islands